# 帕特里克·卡塔拉伊
帕特里克·卡塔拉伊 （法語：Patrick Katalay，1977年11月29日—）是一名刚果民主共和国足球运动员，司职前锋。

## 俱乐部生涯
卡塔拉伊出生在扎伊尔并在国内俱乐部开始职业足球生涯。1999年，卡塔拉伊来到中国，加盟中国足球甲A联赛球队重庆隆鑫。但他在重庆队的表现一般，仅在足协杯和广州白云山的比赛中打进一球，而在联赛中颗粒无收。5月份重庆隆鑫队宣布和卡塔拉伊解约。几天后卡塔拉伊加盟中国足球甲B联赛升班马广州白云山，并有出色的表现，在后半赛季打进7球，但广州白云山仍以联赛倒数第一的成绩降入乙级联赛。2000年1月，卡塔拉伊加盟另一支在甲B联赛的广州球队——广州太阳神。他为广州太阳神效力两个赛季，联赛出场40次打进14球。
2002年，卡塔拉伊离开中国，回到刚果联赛圣埃罗伊卢波波。之后他又先后在加蓬、坦桑尼亚联赛球队效力。2010年10月卡塔拉伊加盟香港甲组足球联赛球会四海流浪，但在季中被解约。